# Dead Zone (film)
Pour les articles homonymes, voir Dead Zone.
Pour plus de détails, voir Fiche technique et Distribution.
Dead Zone (The Dead Zone) est un film fantastique américain de David Cronenberg et sorti en 1983. C'est l'adaptation du roman du même nom de l'écrivain Stephen King, publié en 1979.
Avec dans les rôles principaux les acteurs Christopher Walken, Brooke Adams, Tom Skerritt, Herbert Lom et Martin Sheen notamment, le film raconte l'histoire de Johnny Smith (Christopher Walken), un professeur de collège victime d'un accident de la route. Après son accident, celui-ci découvre qu'il est désormais doté du don surnaturel de précognition par simple contact physique avec une personne, en lisant dans son esprit. Comment vivre avec un tel don ? Et que faire quand il découvre que des personnes dont il voit l'avenir risquent d'être des victimes, ou au contraire des bourreaux ?
Dans le roman de Stephen King, l'expression « zone morte » (dead zone) fait référence à la partie du cerveau de Johnny Smith qui est endommagée au-delà de toute réparation, ce qui entraîne l'éveil de son psychisme latent. Lorsque certaines informations dans les visions de Johnny dépassent sa perception, il considère que ces informations existent « dans la zone morte ». Dans l'adaptation cinématographique, l'expression « zone morte » fait référence aux angles morts existant dans les visions précognitives de Johnny Smith, qui signifient que l'avenir n'est pas défini et peut être modifié.

## Synopsis
Aux États-Unis, à Castle Rock dans l’État du Maine, le professeur de collège Johnny Smith sort avec sa petite amie Sarah, le couple allant s'amuser à une fête foraine. Au cours d'une attraction, Johnny est pris d'un violent mal de tête, qui finalement s'arrête. Le soir, après avoir raccompagnée Sarah chez elle, Johnny décide de repartir malgré l'orage qui survient et la proposition de Sarah de rester chez elle pour la nuit, et prend la route en voiture. Mais en chemin, à cause de la faible visibilité, il est percuté par la remorque d'un poids-lourd dont le chauffeur a perdu le contrôle, et sombre dans le coma.
Émergeant du coma cinq ans après l'accident, Johnny se réveille à la clinique du neurologue Sam Weizak, le médecin qui s'est occupé de lui après l'accident. Il apprend alors qu’entre-temps Sarah s'est mariée et a eu un enfant, ce qui le plonge dans une profonde tristesse. Il séjourne pendant un long moment à la clinique, jusqu'à ce que sa rééducation motrice soit achevée.
Durant son séjour à la clinique, Johnny découvre qu'il a acquis une capacité psychique surhumaine de précognition, ce qui le rend capable d'apprendre les secrets d'une personne par simple contact physique, en lisant dans son esprit, et d'avoir des visions à son sujet. Toujours alité, il a une vision de la fille de l'infirmière qui s'occupe de lui, alors qu'il lui touche le bras, ce qui permet de sauver l'enfant victime d'un incendie à son domicile. Avec son don, Johnny découvre également que la mère de Weizak, longtemps soupçonnée d'être morte pendant la Seconde Guerre mondiale est en fait toujours en vie, mais aussi que la sœur d'un journaliste qui l'interviewait (au cours d'une conférence de presse à la clinique après avoir sauvé la fillette) s'est suicidée, sans que le frère n'ait jamais vraiment su les raisons de sa mort.
Tandis que la nouvelle de son « don » se répand en ville, Johnny est approché par le shérif George Bannerman, qui lui demande de l'aider à résoudre une série de meurtres commis par le mystérieux « Étrangleur de Castle Rock ». Mais, ne souhaitant pas s'impliquer et ne voulant pas apparaître comme un animal de foire, Johnny refuse. Peu après, il reçoit la visite de Sarah, venue avec son fils en bas âge, et elle et Johnny consomment leur précédente relation.
Changeant d'état d'esprit, Johnny accepte finalement d’aider le shérif Bannerman. L’accompagnant sur les scènes de meurtres, il découvre rapidement que le tueur est le shérif adjoint de Bannerman, Frank Dodd. Mais, avant que les deux ne puissent l'arrêter chez lui, Dodd se suicide. Peu après, la mère de Dodd tire sur Johnny (ayant eu peur de lui quand il a manifesté son don, Johnny devinant que la mère de Dodd était au courant des meurtres de son fils), avant d'être à son tour abattue par Bannerman.
Johnny, récupérant de sa blessure, reçoit chez lui des centaines de lettres de personnes souhaitant son aide grâce à son don. Mais, devenant désillusionné, il prend du recul et mène une vie plus isolée, étant à peine capable de marcher malgré sa rééducation. Il devient précepteur pour enfants, travaillant chez lui, jusqu'à ce qu'un homme d'affaires, Roger Stuart, l'implore de rendre visite à son fils Chris, un garçon précoce mais renfermé et peu communicatif. Johnny accepte et se lie d’amitié avec Chris.
Quelque temps après, Johnny a la vision d'un accident où Chris et deux autres garçons chutent à travers la glace d'un lac gelé au cours d'un match de hockey, se noyant en raison de leur équipement lourd. Il en informe Roger Stuart, mais ce dernier reste sceptique, ce qui aboutit à une dispute entre les deux. Cependant Chris, qui fait confiance à Johnny, refuse de quitter la maison le jour du match, désobéissant ainsi à son père. Le jour du match, comme Johnny l'avait prédit, les deux autres garçons se noient en chutant dans le lac gelé, à la grande sidération de Roger Stuart. Johnny réalise alors qu'il y a un « angle mort » (dead zone) dans ses visions, ce qui lui permet de changer le futur.
Par la suite, alors qu'il assiste à un meeting électoral auquel Sarah et son mari participent comme militants, Johnny se retrouve par hasard face au candidat Greg Stillson, un individu qui brigue un siège au Sénat des États-Unis. Johnny avait déjà croisé Stillson chez Roger Stuart, ce dernier lui ayant fait part de son mépris pour cet homme qu'il considère comme dangereux. En serrant la main de Stillson, Johnny a une vision apocalyptique de l'avenir : il voit Stillson, devenu président des États-Unis, déclencher une frappe nucléaire contre l'URSS, ce qui provoque un holocauste nucléaire.
Johnny est alors face à un dilemme : que peut-il faire pour empêcher cela ? Doit-il tuer cet homme, un fou en puissance ? Essayant d'avoir un avis, il en parle de manière détournée avec son médecin le docteur Weizak, un rescapé de la Shoah, en lui demandant s'il aurait tué Hitler s'il en avait eu l'occasion, en sachant d'avance les atrocités qu'il allait commettre ; Weizak lui répond par l'affirmative. Se sachant aussi condamné par son don qui le tue à petit feu, Johnny se décide à assassiner Stillson. Il laisse une lettre à Sarah où il lui avoue ce qu'il est sur le point de faire, sachant bien que cela va lui coûter la vie.
Armé d'un fusil, Johnny s'introduit de nuit dans l'immeuble où Stillson doit faire un discours le lendemain. Il est réveillé par le début du meeting, auquel assistent Sarah, son mari et leur enfant. Caché derrière une balustrade en hauteur, Johnny se relève et vise Stillson mais manque son tir. Paniqué, Stillson se sert de l'enfant de Sarah (présent sur le podium) comme d'un bouclier humain. Lors de l'échange de coups de feu avec le garde du corps de Stillson, Johnny, ne voulant pas tirer sur Stillson qui porte l'enfant, est mortellement blessé et chute de la balustrade.
Avant de mourir, il touche Stillson et voit que celui-ci n'a plus aucun avenir : un photographe présent lors du meeting a pris un cliché de Stillson lorsque celui-ci a utilisé l'enfant de Sarah pour se protéger. Johnny a une vision de son déclin, qui se termine par son suicide. Johnny meurt alors dans les bras de Sarah, qui l'embrasse et lui dit qu'elle l'aime.

## Fiche technique
Sauf indication contraire, les informations mentionnées dans cette section peuvent être confirmées par la base de données cinématographiques IMDb,  présente dans la section « Liens externes ».
- Titre original : The Dead Zone
- Titre français : Dead Zone
- Titre québécois : La zone neutre
- Réalisation : David Cronenberg
- Scénario : Jeffrey Boam, d'après le roman Dead Zone de Stephen King
- Musique : Michael Kamen
- Direction artistique : Barbara Dunphy
- Décors : Carol Spier
- Costumes : Olga Dimitrov
- Photographie : Mark Irwin
- Montage : Ronald Sanders
- Production : Debra Hill, Jeffrey Chernov[1], Dino De Laurentiis[2],[3]
- Sociétés de production : Dino De Laurentiis Company et Lorimar Film Entertainment
- Sociétés de distribution :  Paramount Pictures (Etats-Unis), AMLF (France)
- Budget : environ 10 millions de dollars[4]
- Pays de production :  États-Unis
- Langues originales : anglais, russe
- Format : couleur (Technicolor) - image 1.85:1 - son Dolby Surround
- Genres : Fantastique, thriller
- Durée : 103 minutes
- Dates de sortie :
  - États-Unis : 21 octobre 1983
  - France : 7 mars 1984

## Distribution
- Christopher Walken (VF : Bernard Tiphaine) : Johnny Smith
- Brooke Adams (VF : Joëlle Fossier) : Sarah Bracknell
- Tom Skerritt (VF : Georges Claisse) : le shérif Bannerman
- Herbert Lom (VF : Roland Ménard) : le docteur Sam Weizak
- Anthony Zerbe (VF : Jacques Thébault) : Roger Stuart, l'homme d'affaires
- Martin Sheen (VF : Philippe Ogouz) : Greg Stillson, le futur candidat à l'élection présidentielle
- Colleen Dewhurst (VF : Paule Emanuele) : Henrietta Dodd
- Sean Sullivan : Herb Smith
- Nicholas Campbell (VF : Éric Baugin) : Frank Dodd, l'adjoint du shérif Bannerman
- Simon Craig : Chris Stuart
- Jackie Burroughs (en) : Vera Smith
- Géza Kovacs (VF : Claude Joseph) : Sonny Elliman, le garde du corps de Greg Stillson
- Peter Dvorsky (VF : Bernard Murat) : Clement Dardis
- Ken Pogue : le vice-président des États-Unis
- Roberta Weiss (en) (VF : Emmanuèle Bondeville) : Alma Frechette

## Production

### Genèse, développement et attribution des rôles
Les droits d'adaptation du roman Dead Zone sont achetés par la société de production Lorimar qui engage Stanley Donen pour réaliser le film. Jeffrey Boam écrit un scénario tiré du roman de Stephen King en abandonnant sa structure en parallèle qui passe plusieurs fois de Johnny Smith à Greg Stillson, n'introduisant ce personnage que dans la troisième et dernière partie de son script,. Le projet s'effondre à cause des difficultés financières de Lorimar mais le producteur Dino De Laurentiis récupère les droits. De Laurentiis, qui n'aime pas le scénario écrit par Boam, demande à Stephen King d'en écrire une autre version et engage Debra Hill pour superviser la production. John Badham est approché pour la réalisation mais décline l'offre car le film, pouvant être interprété comme favorable aux assassinats politiques, est selon lui irresponsable.
Debra Hill fait alors appel à David Cronenberg pour diriger le film. Cronenberg affirme que le sujet l'a « beaucoup touché » et que ce film lui est « très personnel » même s'il semble au premier abord très différent de ses films précédents.
Cronenberg et De Laurentiis n'aiment pas la version très violente du script écrite par King, et le producteur engage alors Andreï Kontchalovski pour en écrire un autre, qui est lui aussi rejeté. Cronenberg, Hill et Boam joignent alors leurs efforts pour écrire une version définitive du scénario d'après celui écrit par Boam. Cronenberg condense le scénario en éliminant certains points comme la tumeur au cerveau dont est atteint Johnny Smith.
Cronenberg envisage Nicholas Campbell, avec qui il a collaboré sur Chromosome 3, pour tenir le rôle principal mais De Laurentiis insiste pour avoir un acteur connu aux États-Unis pour le premier rôle. Campbell est finalement engagé pour le rôle de Frank Dodd. Bill Murray est le premier choix de Stephen King pour celui de Johnny Smith et est envisagé, mais c'est finalement Christopher Walken, choix de De Laurentiis approuvé par Cronenberg, qui décroche le rôle.

### Tournage
Le tournage se déroule principalement dans les environs de Toronto et dans la municipalité régionale de Niagara, au Canada. Il commence le 10 janvier 1983 et dure dix semaines sous des températures glaciales qui rendent le tournage difficile. David Cronenberg tourne un prologue, qui montre Johnny Smith enfant se blessant à la tête, et un épilogue avec le personnage de Sarah mais décide de les couper au montage.

## Accueil

### Critique
Dead Zone a reçu un accueil critique majoritairement favorable.
Sur le site agrégateur de critiques Rotten Tomatoes, le film obtient un score de 89 % d'avis positifs, sur la base de 47 critiques collectées et une note moyenne de 7,56/10 ; le consensus du site indique : « The Dead Zone combine une direction tendue de David Cronenberg et une généreuse performance de Christopher Walken pour créer l'une des adaptations les plus fortes de Stephen King ». Sur Metacritic, le film obtient une note moyenne pondérée de 69 sur 100, sur la base de 8 critiques collectées ; le consensus du site indique : « Avis généralement favorables ».
Le critique Roger Ebert du Chicago Sun-Times a donné au film une note de trois étoiles et demie sur quatre, décrivant Dead Zone comme de loin la meilleure des demi-douzaines d'adaptations cinématographiques des romans de Stephen King à cette date. Il a loué la direction de David Cronenberg pour avoir réussi à entre-tisser le surnaturel dans le quotidien, et a noté des performances crédibles de l'ensemble de la distribution, en particulier celle de Christopher Walken : « Walken fait un si bon travail en incarnant Johnny Smith, l'homme au don étrange, que nous oublions qu'il s'agit de science-fiction ou de fantasy ou de n'importe quoi d'autre, et l'acceptons simplement comme l'histoire de ce type ». Pour Janet Maslin du New York Times, le film est « un drame bien joué, plus étrange que terrifiant, plus enraciné dans l'occulte que dans l'horreur pure et simple ».
Dave Kehr, du Chicago Reader, a été plus critique à l'égard du film, le décrivant comme « en aucun cas un mauvais film, juste un film décevant, fade et superficiel [...] dans lequel le réalisateur David Cronenberg renonce à ce qui l'a toujours distingué de ses confrères canadiens : sa volonté de suivre ses intuitions plutôt que la logique d'un scénario ».

### Box-office
Le film a connu un certain succès commercial, rapportant environ 20 766 000 $ au box-office en Amérique du Nord pour un budget de 10 000 000 $. En France, il a réalisé 737 357 entrées.

## Distinctions
Sauf mention contraire, cette liste provient d'informations de l'Internet Movie Database.

### Récompenses
- Saturn Awards 1984 : meilleur film d'horreur
- Prix de la critique, prix du suspense et Antenne d'or au Festival international du film fantastique d'Avoriaz 1984
- Meilleur film et prix du public au Fantafestival 1984

### Nominations
- Saturn Awards 1984 : meilleur acteur pour Christopher Walken, meilleure réalisation et meilleur scénario

## Autour du film
- Le roman de Stephen King est en partie basé sur la vie du parapsychologue Peter Hurkos. Celui-ci avait déclaré avoir acquis des pouvoirs de divination après être tombé d'une échelle et s'être violemment cogné la tête[8].
- Dans le film, le personnage de Christopher Walken évoque à deux reprises l’œuvre de Washington Irving. Il conseille à ses élèves la lecture de la nouvelle La Légende de Sleepy Hollow, dont il interprètera plus tard l'adaptation par Tim Burton (Sleepy Hollow)[19]. Il compare également son coma avec le long sommeil du personnage de Rip Van Winkle, autre nouvelle d'Irving[20].

Dans la VF, ces deux références sont indifféremment remplacées par un seul et même titre, inventé pour l'occasion, « La Légende du dormeur du val », peut-être en référence au poème de Rimbaud, Le Dormeur du val, mais sans rapport logique avec celui-ci (le poème évoque un soldat mort au combat et non une histoire de fantôme comme La Légende de Sleepy Hollow, ni un sommeil prodigieux comme dans Rip Van Winkle).
- Martin Sheen, qui joue le rôle de Greg Stillson, un futur candidat aux élections présidentielles américaines, jouera par la suite le rôle du président des États-Unis dans la minisérie Kennedy (en) (1983) et, bien des années plus tard, dans la série À la Maison-Blanche[19].
- Tom Skerritt, qui interprète le shérif Bannerman, tiendra le rôle du père de Johnny Smith (Herb Smith) dans la série télévisée Dead Zone.

## Dans la culture populaire
- Dans la série animée Les Simpson, un épisode spécial Halloween de la saison 16, intitulée « Ned Zone », parodie le film et la série.
- Le créateur français de vidéos Mozinor a réalisé un détournement autofictionnel du film, d'une durée de 20 minutes, mettant en scène sa perte de motivation pour le genre. Nommé DeadZone 2008 et réalisé à partir d'images extraites du film, on peut aussi y trouver des scènes d'autres films dans lesquels Christopher Walken a également joué (dont une partie épique de pierre-papier-ciseaux tirée d'une scène de Voyage au bout de l'enfer).